# Albrecht Kossel
Ludwig Karl Martin Leonhard Albrecht Kossel (ur. 16 września 1853 w Rostocku, zm. 5 lipca 1927 w Heidelbergu) – niemiecki biochemik, laureat Nagrody Nobla w dziedzinie medycyny w 1910 roku.

## Życiorys
Na studiach medycznych odkrył pasję do chemii fizjologicznej, która dopiero zaczynała się rozwijać w sferze naukowej. W roku 1877 uzyskał stopień doktora nauk medycznych na Uniwersytecie w Rostocku.
W latach 1877–1881 był asystentem Felixa Hoppe-Seylera na Uniwersytecie Strasburskim, gdzie uzyskał stopień doktora habilitowanego z dziedziny chemii fizjologicznej i higieny. W 1883 został kierownikiem wydziału chemicznego instytutu fizjologicznego Uniwersytetu Berlińskiego. W latach 1895–1923 był profesorem Uniwersytetu w Marburgu i od 1901 w Heidelbergu. W roku 1907 otrzymał tytuł tajnego radcy.
Zajmował się badaniami substancji białkowych, zwłaszcza aminokwasów i kwasów nukleinowych. Kossel był jednym z pionierów rozwoju wiedzy dotyczącej kwasów nukleinowych. Odkrył, że kwasy składają się z 5 zasad azotowych, czyli organicznych związków heterocyklicznych. Co więcej udało mu się wyizolować 3 z nich – adeninę, tyminę i cytozynę.
12 stycznia 1885 roku Kossel ogłosił Berlińskiemu Towarzystwu Chemicznemu, że udało mu się wyizolować z trzustki bydlęcej poddawanej obróbce w fabryce chemicznej zasadę azotową o wzorze empirycznym C5H5N5. Izolat ten nazwał adeniną, od greckiego słowa „aden” oznaczającego gruczoł. Nieco później odkrył również, że jest to produkt rozkładu jądra drożdży.
W listopadzie 1893 roku Kossel zaraportował, że wraz z Albertem Neumannem udało mu się z grasicy cielęcia wyestrahować kwas nukleinowy. Następnie potraktował go kwasem siarkowym. Produkt reakcji nazwali tyminą. W roku 1896 zbadał również białka w plemnikach, będąc pierwszym, który wyizolował histydynę.
Za prace nad białkami, szczególnie nukleinami, otrzymał w 1910 Nagrodę Nobla w dziedzinie medycyny.

## Życie prywatne
Był synem kupca, armatora, dyrektora banku i pruskiego konsula Karla Albrechta Kossela i Klary (panieńskie: Jeppe). Jego żoną była Luise (panieńskie Holtzmann), córka Adolfa Holtzmanna, niemieckiego germanisty i indologa. Miał dwoje dzieci – córkę Gertrudę oraz syna – Walthera, fizyka, który odkrył specyficzną interferencję zjawisk z promieni rentgenowskich na kryształach.